# 出井兵吉

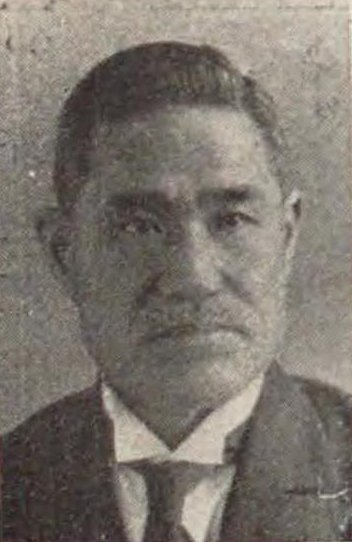
出井兵吉

出井 兵吉（いでい ひょうきち、1871年8月6日（明治4年6月20日）- 1960年（昭和35年）8月14日）は、日本の政治家、実業家。衆議院議員（6期）、立憲政友会総務、羽生市初代市長等を歴任。

## 経歴
武蔵国埼玉郡下羽生村（のち埼玉県北埼玉郡須影村、現:羽生市）で、地主・出井熊吉の三男として生まれる。慶應義塾大学を2年で中退し、農業を営む。のち埼玉新聞社を経営。
北埼玉郡会議員、須影村会議員、須影村村長を経て、埼玉県会議員、同副議長、同議長などを務めた。1928年（昭和3年）2月20日の第16回衆議院議員総選挙に立憲政友会の推薦を受けて当選。以後、1942年（昭和17年）4月の第21回総選挙まで連続6回の当選を果し政友会総務を歴任。戦後は日本進歩党結党に加わるも公職追放となり、1951年に追放解除の後1954年に羽生市が成立すると初代市長に選任され1期務めた。
その他、人事調停委員、小作調停委員、土木会議議員などを歴任し、埼玉県においては町村長会会長、山林会副議長、教育会副会長、村農会長、北埼玉養蚕業組合長などを歴任。
秩父鉄道取締役、行田運送倉庫、合同運送株式会社社長も務めた。